# Amărăști
Amărăşti é uma comuna romena localizada no distrito de Vâlcea, na região de Oltênia. A comuna possui uma área de 27.86 km² e sua população era de 2010 habitantes segundo o censo de 2007.